# Portibi Jae
Portibi Jae is een bestuurslaag in het regentschap Padang Lawas Utara van de provincie Noord-Sumatra, Indonesië. Portibi Jae telt 1538 inwoners (volkstelling 2010).